# قائمة اختراعات المسلمين في العصور الوسطى

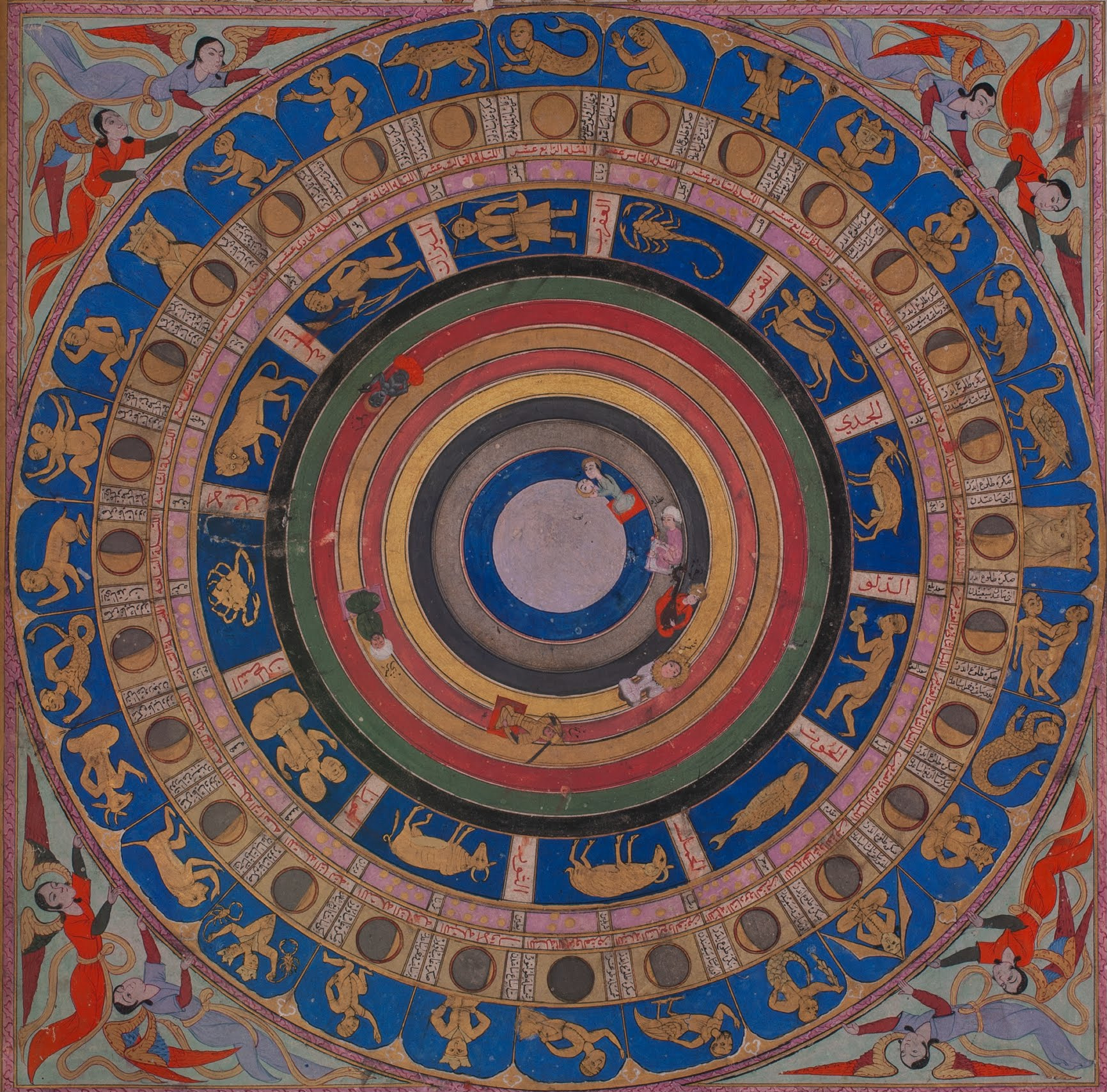
خريطة للسماء مع علامات الأبراج والمنازل القمرية صنعت للسلطان العثماني مراد الثالث عام 1583.

تتضمن القائمة التالية أبرز الاختراعات والاكتشافات والتطورات العلمية التي شهدها العالم الإسلامي في العصور الوسطى، ولا سيما خلال العصر الذهبي الإسلامي، بالإضافة إلى تلك التي تحققت في الدول التي نشأت في ممالك البارود مثل الإمبراطورية العثمانية والصفوية والمغولية.
يعد العصر الذهبي الإسلامي مرحلة ازدهار ثقافي واقتصادي وعلمي في تاريخ الإسلام. هذه الفترة، التي تمتد تقليديًا من القرن الثامن إلى القرن الرابع عشر، يراها بعض العلماء المعاصرين ممتدة إلى القرن الخامس عشر أو السادس عشر. يُعتبر أن هذه الحقبة بدأت في عهد الخليفة العباسي هارون الرشيد (من 786 إلى 809م) مع افتتاح "بيت الحكمة" في بغداد. في هذا المركز، كان العلماء من مختلف أنحاء العالم ومن خلفيات ثقافية متنوعة يتجمعون لترجمة المعارف الكلاسيكية إلى اللغة العربية، وهو ما أسهم في نقل العلوم من حضارات قديمة وتطويرها.
اعتمد العلماء في العالم الإسلامي على المعارف والتقنيات التي ورثوها من حضارات سابقة ومعاصرة، مثل حضارات فارس، مصر، الهند، الصين، والحضارة الإغريقية-الرومانية. ورغم ذلك، أضافوا إلى تلك المعارف العديد من التحسينات والابتكارات التي أسهمت في تقدم العلوم والتكنولوجيا، ما أدى إلى إحداث ثورة علمية في مختلف المجالات.
كانت أبرز خدمة قدمها علماء المسلمين للعالم هي اختراع المنهج العلمي، والذي يُقال إن العالم ابن الهيثم كان أول من استخدمه. ثم جاء آخرون عظماء ساعدوا في تعزيز هذا العلم وتطويره باستخدام هذه الطريقة، مثل ابن النفيس، وجابر بن حيان، ومحمد بن زكريا الرازي، وغيرهم.

## القائمة

### الرياضيات
- تطور الأرقام الهندية-العربية: في سنة 773 ميلادي، ترجمت بعض كتب السند إلى العربية في بلاط الخليفة المنصور. طور العلماء المسلمون مثل محمد بن موسى الخوارزمي هذه المعارف، ونقل الأرقام الهندية إلى العالم الإسلامي، والتي أصبحت تعرف بالأرقام الهندية-العربية وانتشرت لاحقًا في أوروبا والشرق الأقصى.
- علم الجبر: يُعتبر محمد بن موسى الخوارزمي مؤسس علم الجبر، الذي أصبح لاحقًا أساسًا لتطور العلوم الهندسية. وقد استمد هذا العلم اسمه من عنوان كتابه "الجبر والمقابلة"، حيث أصبحت أساليبه أساسًا تستخدم في الخوارزميات الحديثة.
- اختراع شكل الأرقام وإدخال الصفر: محمد بن موسى الخوارزمي (781-847م) هو مبتكر الشكل الحالي للأرقام، حيث صممها استنادًا إلى عدد الزوايا في كل شكل.
- اللوغاريتم: محمد بن موسى الخوارزمي (781-847م) هو أول من ابتكر مفهوم اللوغاريتم، لذا سُمِّيت الخوارزميات نسبةً إلى اسمه.
- برهان الخلف: وهو أسلوب منطقي يستخدم في الرياضيات لإثبات صحة فرضية من خلال افتراض عكسها، ثم الوصول إلى تناقض أو نتيجة غير منطقية. بناءً على ذلك، يُستنتج أن الفرضية الأصلية صحيحة. إذا أثبتنا أن تناقض قضية أو اقتراح مستحيل، فهذا يعني أنه يجب قبول صحة الافتراض. ويُعتقد أن ابن الهيثم كان من أوائل العلماء الذين استخدموا هذه الحجة.
- مثلث باسكال: هو مفهوم رياضي قديم، قدم أبو بكر الكرجي بعض الأفكار التي تشبه مثلث باسكال في القرن العاشر الميلادي، قبل سبعة قرون من عهد بليز باسكال الذي طوره بشكل موسع في القرن السابع عشر الميلادي.
- الأرقام الغامضة
- المعادلات الجبرية ذات القوى الأعلى (الأُس exponent)
- عدد كسري
- أرقام عشرية
- هندسة القطع المكافئ أو الزائدي
- معادلات كوشي-ريمان
- قانون ظل التمام
- الحسابات العددية
- علم حساب المثلثات: قدم نصير الدين الطوسي (1201-1274م) في كتابه "شكل القطاع" مساهمات هامة في تطوير علم المثلثات، حيث درس العلاقة بين الأضلاع والزوايا في المثلثات واستخداماتها في الفلك. كان عمله في المثلثات خطوة كبيرة نحو تطور هذا المجال، حيث قدم مفاهيم جديدة كانت أساسًا لتطور علم المثلثات في العصور اللاحقة.
- الصيغ المثلثية
- حساب رقم باي
- حل المعادلة التربيعية بتكميل المربع
- حل المعادلات من درجاته الثالثة
- جملتان الخيام
- زوج الطوسي: وهو نموذج رياضي هندسي ابتكره نصير الدين الطوسي في القرن الثالث عشر لتفسير الحركة المعقدة للكواكب في السماء. يتكون من دائرتين متحدتي المركز، حيث تتحرك إحداهما داخل الأخرى بطريقة تحوّل الحركة الدائرية إلى حركة خطية. قدم الطوسي هذا المفهوم في كتابه "تحرير المجسطي"، وساهم بشكل كبير في تطوير النماذج الفلكية التي ألهمت العلماء الأوروبيين لاحقًا.
- قانون الكوسينوس: هو علاقة رياضية تُستخدم في علم المثلثات لحساب أطوال الأضلاع أو قياس الزوايا في المثلثات غير القائمة. طُوّر القانون على يد العالم أبو الوفاء البوزجاني وامتد تأثيره لاحقًا إلى الرياضيات الأوروبية.
- الاستقراء الرياضي
- تابع رياضي f (x)
- بركار التام
- محاسبة الثنائية
- الهندسة الكروية وطرق إسقاط الخرائط: يعتبر أحمد بن عبد الله المروزي (حبش الحاسب) من العلماء الذين ساهموا في تطوير الحسابات الفلكية والجغرافية باستخدام الهندسة الكروية. ومن مؤلفاته المعروفة "كتاب الأبعاد والأجرام"، حيث قدم فيه حسابات دقيقة مرتبطة بحركة الأجرام السماوية والإحداثيات الكروية.

### النجوم والفلك
- المرصد
- جداول الزيج
- كشف الاندروميدا
- مسافة الأرض من الشمس
- حساب طول السنة الشمسية
- الاسطرلاب
- مكتشف النجم
- ذات الحلق
- الاسطرلاب الكروي
- السدس
- دوران الأرض والقمر والشمس
- المعدات الفلكية
- الحاسبات التناظرية
- كرات جغرافية محلّقة
- اللؤلؤ الصناعي والتطهير لؤلؤ
- زجاج ناعم بدون شوائب
- نوافذ بزجاج ملون
- مرايا ذات تجويف ومقعرة وكروية
- التلوين الصناعي للأحجار الكريمة واللآلئ
- مصنع زجاج

### الجغرافيا
- خريطة الإدريسي
- خريطة بيري ريس
- خريطة فلوريدا الفرنسية
- اكتشاف قارتي أمريكا الشمالية والجنوبية، والقارة المتجمدة الجنوبية
- اكتشاف قارة أستراليا
- الميل (وحدة قياس للمسافة)
- قياس محيط وقطر الأرض
- كروية الأرض
- أول أطلس جغرافي
- الجداول الجغرافية
- آلة الصلاة
- لوحة المدرج للبوصلة
- البوصلة الجافة
- الرغبة المغناطيسية
- الوهم السياحي
- الملقف (البراجيل أو صائد الرياح)

### العسكرية والأسلحة
- أول وحدة موسيقية
- مدفع داردانييل
- بندقية
- حرب الأسلحة النارية الأولى
- صاروخ
- طوربيد البحر
- جهاز التشفير وفك التشفير
- تحليل الفركانس

### الكيمياء وصناعة النفط
- زيت أساسي
- الكيروسين
- مصابيح زيتية
- التقطير ما عدا بشكل منفصل
- حقل نفط
- الأسفلت
- أول بئر نفط في العالم
- مرهم زيت (فازلين)
- استخراج الزيت الصخري
- العمليات الكيميائية
- أدوات معملية
- صناعة العطور

### الميكانيكا والهندسة
- القفل الرقمي
- مطحنة التروس (مع علبة التروس)
- ساعة الوزن
- ساعة مع بندول الزئبق
- بندول الساعة
- ساعة الفيل
- إنسان آلي
- أول طائرة
- محرك بخاري
- دولاب الموازنة
- أعمدة الكامات (Camshaft)
- العمود المرفقي (Crankshaft)
- مضخة شفط المياه المكبس
- مضخة مياه بالرياح
- توربينات الرياح العمودية
- هي القطاع (تحويل الحركة الدورانية إلى حركة ترددية)
- صناعة الصلب
- الفولاذ الدمشقي
- كرة كاملة
- علم الاستاتيكا (علم الإحصاء)
- الهندسة الهيدرولوجية
- ميكانيكا الموائع والأتمتة
- حساس الصمام والعمود المرفقي
- صمام ثنائي الموضع
- صمام تناظري أو منظم
- مضيعة للوقت والساعة
- الساعة تدق
- مقياس كثافة السوائل
- مضخة مياه
- مضخة الرياح
- التوربينات الحرارية
- توربينات الرياح العمودية
- مصابيح زيتية
- قلم الحبر
- طرق هامة في التصنيع والإنتاج
- روبوت ميكانيكي هيدروليكي
- جهاز الأوتوماتيكي لأخذ الدم
- آلة موسيقية أوتوماتيكية
- حلقة التغذية العكسية (Feedback loop)
- نظام التحكم في الهيكل المتغير
- ذاكرة ميكانيكية
- اختراع الحاسب الشكلي الميكانيكي
- صناعة الورق

### بصريات
- المكبر
- آلة تصوير
- نظرية انكسار الضوء
- قياس سماكة الغلاف الجوي للأرض
- حل مسألة الحسن (الحازن): وهي مسألة تتعلق بانعكاس الضوء على سطح كروي، حيث طُلب تحديد النقطة على المرآة الكروية التي ينعكس عندها الضوء من نقطة معلومة ليصل إلى نقطة أخرى. قدم ابن الهيثم حلاً رياضياً دقيقاً باستخدام التحليل الهندسي، مبتكراً طريقة لحل معادلة غير خطية. يُعد حله لهذه المسألة من أبرز إنجازاته في علم البصريات الهندسية، مما أثر في تطور العلوم البصرية والفيزيائية لاحقاً.

### الفيزياء
- اكتشاف الجاذبية

### تقنيات الملاحة الجوية
- مظلة الهبوط
- مظلة شراعية
- متحكمات طيران
- أجنحة صناعية

### تقنية الكاميرا
- الكاميرا ذات الثقب
- القمرة المظلمة

### علوم اللغة
- اللغة الهيروغليفية

### تقنية الساعة
- الساعات الفلكية
- الساعات الشمعية

### الطب والصحة
- اختبار المخدرات
- الرخصة الطبية والنظام طبي
- مزيل العرق
- الصابون
- حلق اللحية وحلق الرأس
- الشامبو
- معجون الأسنان
- مستشفى الأمراض العقلية
- الحقنة
- التخدير
- ثقب القصبة الهوائية
- كانول (Cannula)
- الخيط الجراحي
- تطهير الجروح
- سيولة الدم
- الأمراض المعدية
- الجراحة
- التجارب على الحيوانات
- أدوات غرفة العمليات
- جراحة الصداع النصفي
- مفهوم الرؤية
- اعتلال الأعصاب البصرية
- اختراع حروف منقوشة للمكفوفين
- نظرية الجهاز الهضمي
- نظام الدورة الدموية
- السل (مرض معد)
- الموسوعة الطبية الأولى
- زراعة الأسنان
- تحجيم أو تنظيف الأسنان
- السلسلة الغذائية
- عادات الأكل

### الخزف
- الخرفة الإسلامية